# زعترة (بيت لحم)
زعترة هي بَلدة فلسطينية تقع على بُعد 11 كم إلى الجنوب الشرقي من مدينة بيت لحم، حيثُ تقع ضمن محافظة بيت لحم في منتصف الضفة الغربية. حسب الجهاز المركزي للإحصاء الفلسطيني فقد بلغَ تعداد البلدة 6,289 نسمة في عام 2007.

## التاريخ
تقع زعترة إلى الجنوب الشرقي لمدينة بيت لحم وتبعد عنها حوالي 12 كم، وفي عام 1961، بلغ عدد سكان زعترة حوالي 1,003 نسمة، وكانت آنذاك تحت رعاية الأردن، منذُ حرب 1967 أصبحت زعترة تحت الاحتلال الإسرائيلي، وكان عدد السكان في إحصاء عام 1967 الذي أجرته السلطات الإسرائيلية 1,282 نسمة. ، ويبلغ عدد سكانها حسب إحصاء عام 2021 الذي أجرته السلطة الفلسطينية 8,477
وفي عام 1961، بلغ عدد سكان زعترة حوالي 1,003 نسمة، وكانت آنذاك تحت رعاية الأردن.
منذُ حرب 1967، أصبحت زعترة تحت الاحتلال الإسرائيلي، وكان عدد السكان في إحصاء عام 1967 الذي أجرته السلطات الإسرائيلية 1,282 نسمة.